# アストロノミー
『アストロノミー』(Astronomy Magazine) は、アメリカで発行されているアマチュア天文家を対象とした天文雑誌。発行は、ウィスコンシン州ウォーケシャを拠点とするカルムバック・メディア社。
天文学と、趣味としての天文を取り扱う専門誌であり、その読者層は天文の初心者からベテランまで多岐に渡る。主要な記事には、最近の天文現象や観測成果の解説、読者からの投稿記事などがある。

## 歴史
1973年8月、ウィスコンシン大学スティーブンスポイント校を卒業したアマチュア天文家ステファン・A・ウォルターによって発行された。初刊は48ページで、5つの記事と発売月の空についての情報等が掲載されていた。また記事には天体写真と天体芸術家によるイラストが添えられていた。ウォルターはミルウォーキー大学のプラネタリウムでパートタイム勤務する傍ら、興味深い星座の写真の現像を行った。
ウォルターがアストロノミー誌を発行するために設立したアストロメディア社は、1977年の彼の死後、リチャード・ベリーが新たな編集者となり、ロバート・マースが発行人になった。ベリーは若い読者を対象とした派生誌「オデッセイ」を創刊し、それとは別にアストロノミー誌の内容を特化させた「テレスコープ・メイキング」誌を創刊した。
1982年、デビッド・イーチャーが雑誌の編集長に就任。イーチャーもまた「ディープスカイ」誌を創刊した。
1980年代半ば、ミルウォーキーの出版社であるカルムバック社がアストロノミー誌を買収した。カルムバック社は鉄道分野の出版社で「モデル・レイルローダー」誌や「トレインズ」誌を出版していた。この頃、現在のシニアエディターであるリチャード・タルコットが加わった。
1992年初頭、リチャード・ベリーは雑誌を離れ、ロバート・バーナムが編集長を引き継いだ。カルムバック社はその後「ディープスカイ」誌と「テレスコープ・メイキング」誌を廃刊して「オデッセイ」誌を売却した。1990年代半ば、アストロノミー誌はウェブサイトAstronomy.com.を立ち上げている。
2008年現在の編集者はデビッド・J・イーチャー、編集長はディック・マクナリー、アートディレクターはルアアン・ベルター、発行人はケヴィン・キーフである。

## 記事とコラム
総じて本誌の前半では科学的な報告記事を扱われ、後半では趣味的な記事を扱う。科学記事では、宇宙論、宇宙探査、地球外生命、天文学者やプロ級のアマチュア天文家による研究成果を扱う。これらの記事の執筆者は、天文学者や科学ライター、ジャーナリストが務める。

## 人気
アストロノミー誌は、月間114,080部発行で、天文雑誌の中で最大の発行部数を誇る
。
読者はアメリカ合衆国内に止まらず、世界中にいる
。
最も有力な競合雑誌に「スカイ&テレスコープ」誌がある。